# Kameroense presidentsverkiezingen (1984)
| Stemverhoudingen in % |
| --------------------- |
|                       |

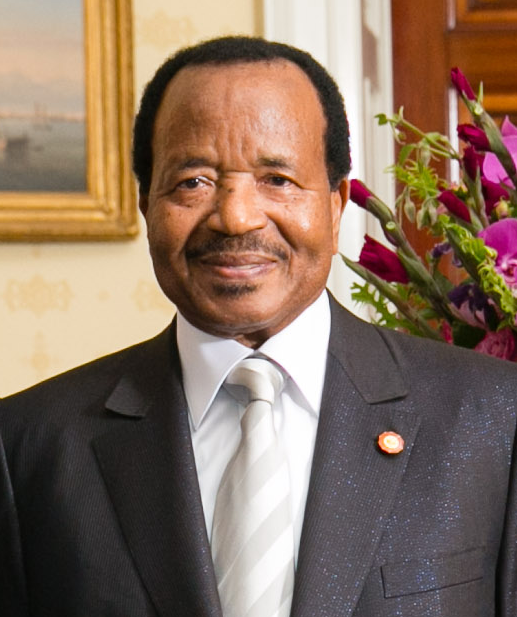
President Paul Biya (2014)

De Kameroense presidentsverkiezingen van 1984 werden gehouden op 14 januari en gewonnen door de enige kandidaat, Paul Biya, die in 1982 Ahmadou Ahidjo was opgevolgd als president van de republiek. De opkomst was 97,7%.
| Kandidaat                       | Kandidaat                       | Partij                          | Stemmen   | %     |
| ------------------------------- | ------------------------------- | ------------------------------- | --------- | ----- |
|                                 | Paul Biya                       | Union nationale camerounaise    | 3.878.138 | 100   |
| Totaal                          | Totaal                          | Totaal                          | 3.878.138 | 100   |
| Geldig uitgebrachte stemmen     | Geldig uitgebrachte stemmen     | Geldig uitgebrachte stemmen     | 3.878.138 | 99,98 |
| Ongeldige stemmen/ blanco       | Ongeldige stemmen/ blanco       | Ongeldige stemmen/ blanco       | 607       | 0,02  |
| Totaal aantal stemmen           | Totaal aantal stemmen           | Totaal aantal stemmen           | 3.878.745 | 100   |
| Geregistreerde kiezers/ opkomst | Geregistreerde kiezers/ opkomst | Geregistreerde kiezers/ opkomst | 3.968.673 | 97,7  |
| Bron: AED                       |                                 |                                 |           |       |

Presidentsverkiezingen: 1965 · 1970 · 1975 · 1980 · 1984 · 1988 · 1992 · 1997 · 2004 · 2011 · 2018 · 2025

Parlementsverkiezingen: 1964 · 1973 · 1978 · 1983 · 1988 · 1992 · 1997 · 2002 · 2007 · 2013 · 2020

Referenda: 1972